# Raiffeisenstraße 3 (Bonn)

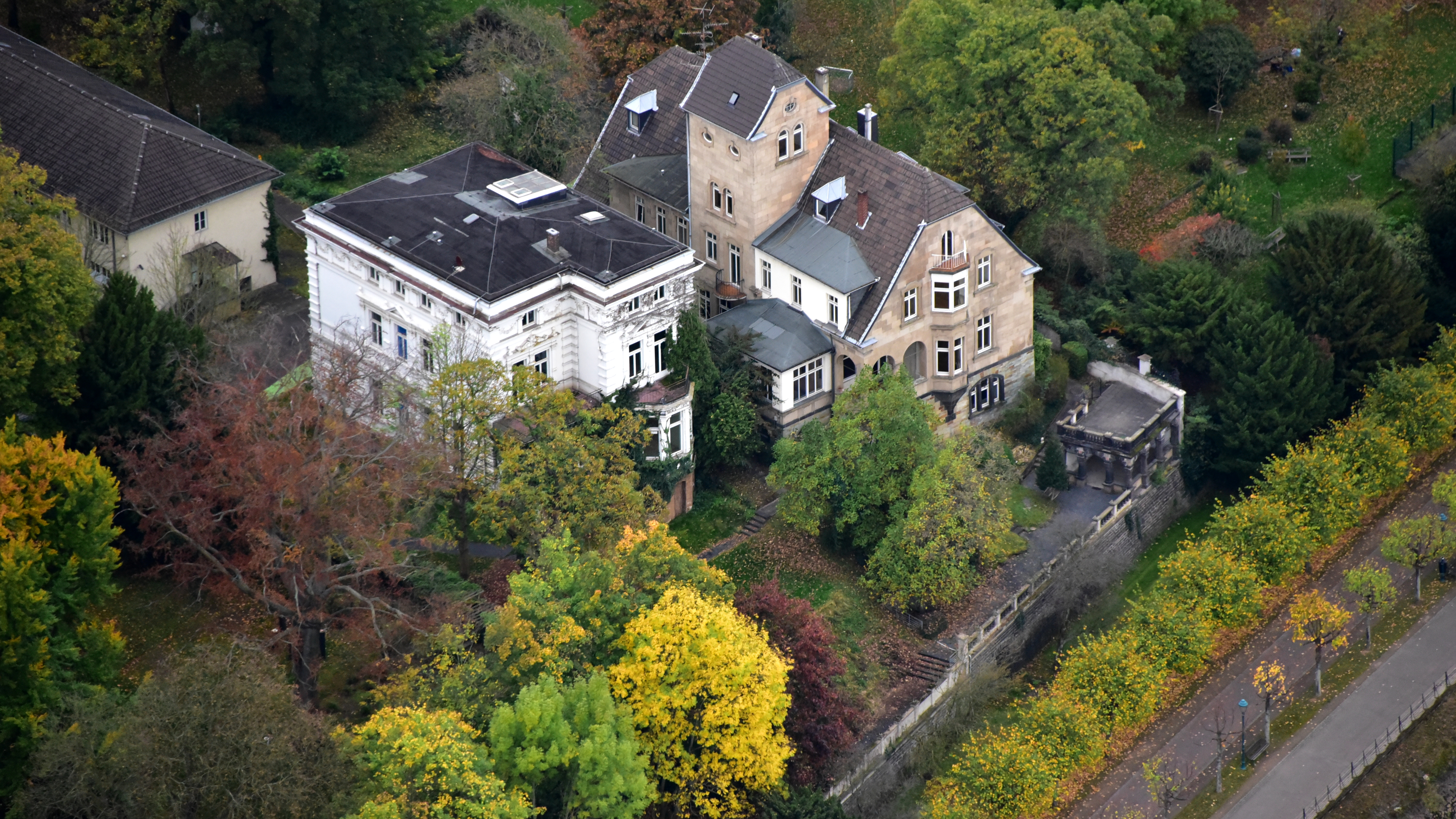
Bonn, Villa Ingenohl und Villa Heckmann, Luftaufnahme (2017)

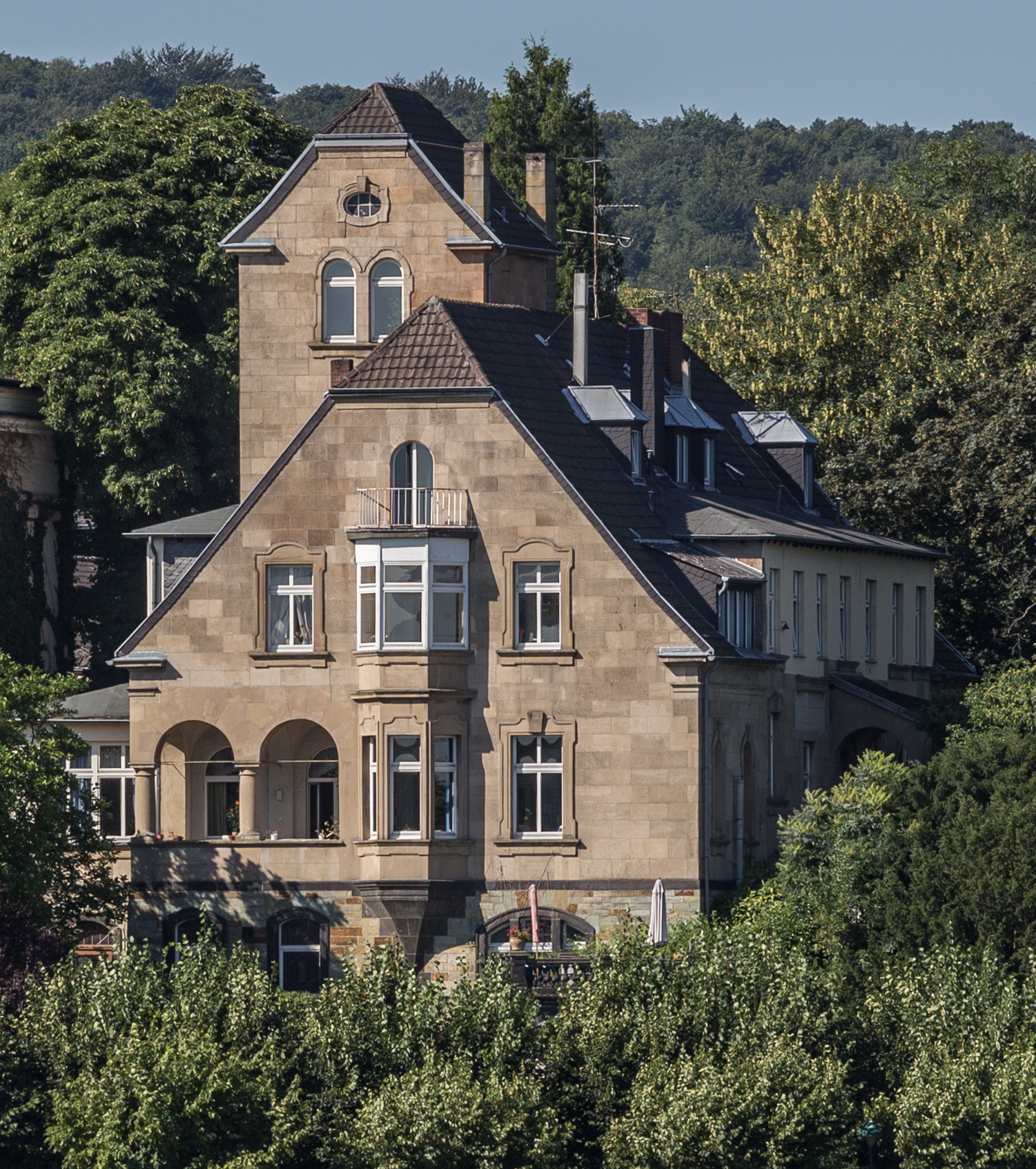
Villa Raiffeisenstraße 3, Rheinseite (2013)

Das Gebäude Raiffeisenstraße 3 (auch Villa Heckmann) ist eine Villa im Bonner Ortsteil Gronau, die 1896/97 errichtet wurde. Sie befindet sich oberhalb des Rheinufers (Wilhelm-Spiritus-Ufer) in direkter Nachbarschaft zur Villa Ingenohl. Die Villa steht als Baudenkmal unter Denkmalschutz.

## Geschichte

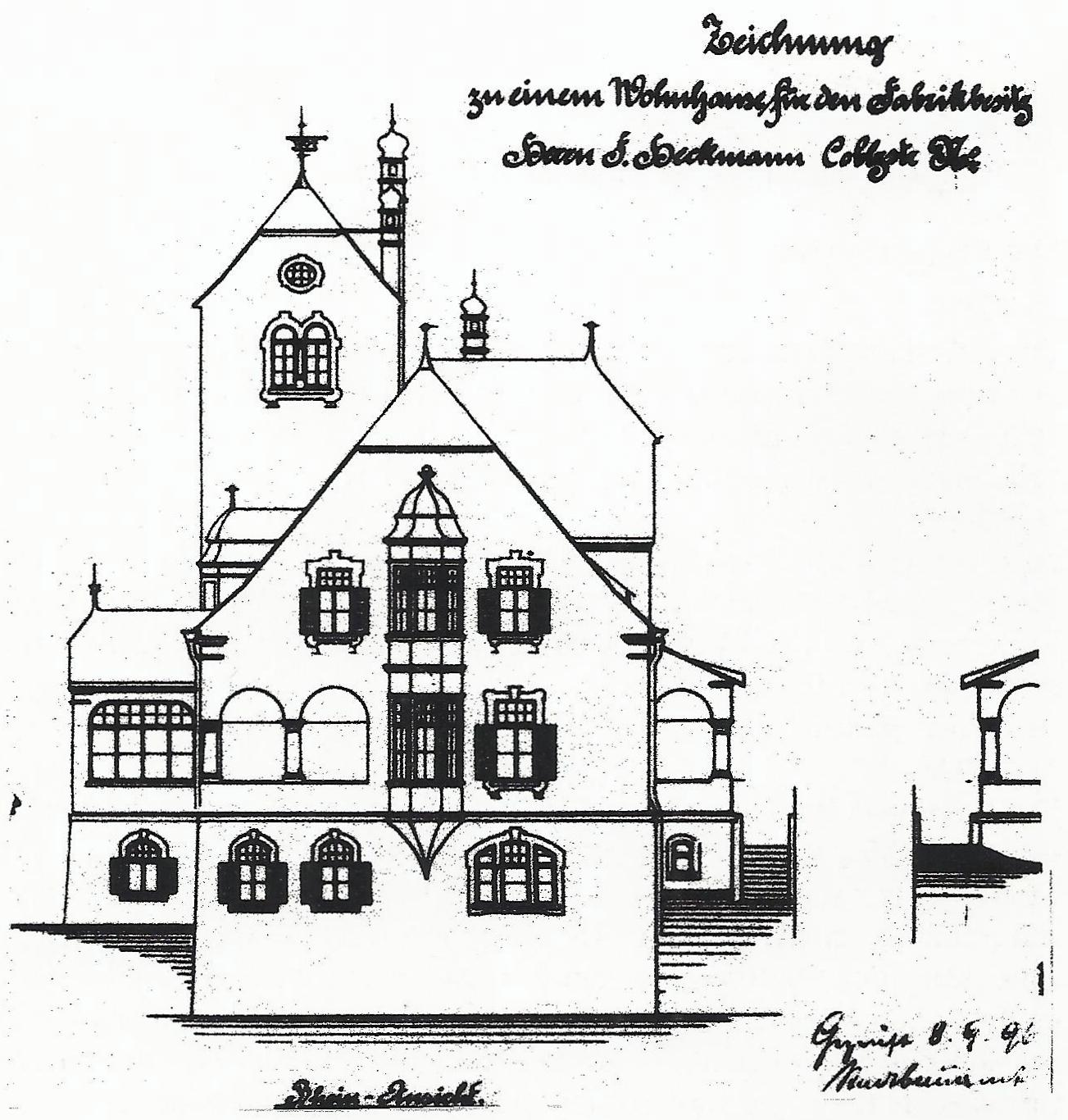
Bauzeichnung, Aufriss der Rheinfront (1896)

Die Villa entstand für den Bauherrn Friedrich Heckmann (1836–1907), einen Fabrikanten aus Duisburg-Hochfeld, nach einem Entwurf des Leipziger Architekten und Stadtbaudirektors Hugo Licht, dem Bruder von Heckmanns Ehefrau, im nordöstlichen Teil des neuparzellierten Grundstücks der Villa Krantz (errichtet 1850; um 1970 abgebrochen). Ausführender Architekt war Otto Penner. Auf den Bauantrag von Ende Juli 1896 hin wurde die Baugenehmigung vom Stadtbauamt zunächst verweigert, da die eingereichten Pläne die von der Ufermauer aus bemessene Baufluchtlinie von 9 m überschritten. Die Erteilung der Genehmigung erfolgte im September 1896, nachdem der entsprechende Abstand von der nördlichen Ecke des Hauses aus – und nicht, wie zwischenzeitlich beantragt, von der weiter zurückliegenden südlichen – festgelegt worden war. Die Rohbauabnahme wurde im August 1897 und die Schlussabnahme am 20. Dezember 1898 durchgeführt. Von September 1901 bis April 1902 ließ Heckmann das Anwesen um eine Gartenhalle erweitern. Erschlossen wurde die Villa über eine neu errichtete Privatstraße (heute Raiffeisenstraße).
Noch bis 1918 wurde das Anwesen von der Familie Heckmann bewohnt. 1934 war die Villa in den Besitz von Richard Berger übergegangen, der sie in diesem Jahr nach Plänen des Bonner Architekten Wilhelm Denninger in ein Mehrfamilienhaus mit drei abgeschlossenen Wohnungen umbauen ließ. Dabei wurden einige Zimmer neu ausgebaut oder verlegt, die bisher zweigeschossige Diele zum Untergeschoss geschlossen, das Dach des Wintergartens zu einem Balkon umgewandelt, im Dachgeschoss eine Mansarde eingebaut sowie die Treppe im Erdgeschoss verlegt. Die Umbauten begannen im März 1934 und waren im Juli 1934 abgeschlossen. Im Zweiten Weltkrieg erlitt die Villa Beschädigungen, sodass sie sich zeitweise (Stand: 1947) in schlechtem Zustand befand. Von den 1960er- bis zu den 1980er-Jahren wurde das Haus unter anderem von dem Theologen Antonius H. Gunneweg bewohnt. Es wurde nach 1975 von der Bundesrepublik Deutschland erworben und weiterhin an Privatpersonen sowie an die Auftragsberatungsstelle des Landes Baden-Württemberg vermietet. Noch um 2000 gehörte es dem Bundesvermögensamt. Derzeit gehört die Villa der Carl Richard Montag Förderstiftung, die sie in Teilen privat vermietet sowie der Stadt Bonn für die Unterbringung von Flüchtlingen zur Verfügung stellt; geplant ist darüber hinaus die Einrichtung eines öffentlichen Cafés und Begegnungszentrums (Stand: 2017).

## Architektur
Stilistisch lässt sich das Anwesen den Villen des malerischen Stils mit mittelalterlicher Formensprache und Elementen der Deutschen Renaissance zuordnen.

„Der bekannte Leipziger Architekt Hugo Licht baute für seine Schwester Frau Heckmann eine Villa in eigenwillig der deutschen Renaissance abgeleiteten Formen.“